# 申次
申次（もうしつぎ）とは、奏者（そうじゃ/そうしゃ）とも呼ばれ、主君に奏事伝達を行う役目を担った役職、あるいは奏事伝達行為そのものを「申次」と呼ぶ。

## 概要
平安時代には天皇・院に対する奏事伝達を務める者を指した。当初は女房や近臣がその役目を担っていたが、院政期には院近臣の中でも寵臣とされた人々が申次を務め、後白河院の高階泰経や後鳥羽院の坊門信清・西園寺公経がこれに相当しており、御教書の伝宣などを担当するなど国政遂行に深く関与した。後に朝廷における申次・奏者は伝奏と呼ばれ、鎌倉時代末期から室町時代初期にかけて、山門伝奏・南都伝奏・武家伝奏などの役職が出現して奉書の発給なども取り扱い、寺社伝奏・武家伝奏は江戸時代まで継続された。
一方、摂関家においても女房や家司などが申次の役割を行い、これは武家政権の将軍家にも継承された。また、これとは別に鎌倉幕府においては関東申次と呼ばれる役職が設置された。これは鎌倉幕府からの要請を申次とともに国政の重要事項に関する幕府との交渉を行った。関東申次は後に西園寺家が世襲的に補任され、朝廷内部でも摂関家をしのぐ発言力を有した。室町幕府においては将軍に取次を行う家は特定の数家に限定され、申次衆と呼ばれた。また、摂関家の他にも門跡・五山にも申次が置かれ、摂関家には家司・家僕を務める殿上人が、五山では蔭涼軒が申次の役職を行っている。

### 奏者と申次
「奏者」という語は平安時代から見られるが、しばしば見られるようになるのは、室町時代に入ってからである。申次と奏者は混用が見られる（『日葡辞書』では「奏者」・「申次」・「取次手」を同義語としている）。が、朝廷や幕府、摂関家などでは「申次」、守護大名や戦国大名では「奏者」と呼ばれる事例が多い。戦国大名から中央権力に上昇した織田政権や豊臣政権、江戸幕府では、もっぱら「奏者」が用いられた。また、豊臣政権では取次の意味合いで申次の語が使われることがあった。江戸幕府では主に譜代大名が奏者番に任じられて単に「奏者」とも呼ばれ、申次の業務を扱った。

### 江戸時代の諸藩
江戸時代の諸藩で申次職を設置した事例として仙台藩では延宝4年（1676年）に奏者役を設置し、後に申次と改称した。幕末の坂時秀（英力）は申次から小姓頭→奉行となっている。